# 제2차 인티파다
제2차 인티파다(아랍어: الانتبادة الثانية Al-Intifāḍat aṯ-Ṯāniyya; 히브리어: هאינתיפאדר هשנייר Ha-Intifāḍah ha-Shniya)는 이스라엘의 점령지에 대항한 팔레스타인인의 대규모 봉기였다. 2000년에서 2005년 사이에 팔레스타인 영토와 이스라엘에서 폭력이 고조된 기간이 특징인 이스라엘 점령에 반대하는 시위이다. 불안의 일반적인 원인은 2000년 캠프 데이비드 정상회담의 실패에 집중된 것으로 추측된다. 2000년 7월 이스라엘-팔레스타인 평화 과정에 대한 최종 합의가 이루어졌다. 2000년 9월 이스라엘 정치인 아리엘 샤론이 예루살렘 도시의 성전산 꼭대기에 위치한 알아크사 단지를 도발적으로 방문한 이후 폭력 사건이 급증하기 시작했다. 방문 자체는 평화로웠지만 예상대로 이스라엘 경찰이 고무탄과 최루탄으로 진압하는 시위와 폭동을 촉발시켰다.
민간인과 전투원 사이에서 많은 사상자가 발생했다. 이스라엘 보안군은 총격전, 표적 살해, 탱크 공격 및 공습에 참여했다. 팔레스타인인들은 총격전, 자살 폭탄 테러, 돌 던지기, 로켓 공격 등을 자행했다. 팔레스타인 가해자들이 자행한 자살 폭탄 테러는 2차 인티파다의 가장 두드러진 특징 중 하나가 되었으며 주로 이스라엘 민간인을 표적으로 삼았다. 이는 1987년부터 1993년 사이에 발생한 제1차 인티파다의 상대적으로 덜 폭력적인 성격과 대조된다. 전투원과 민간인의 경우, 이번 폭력사태로 인해 팔레스타인인 약 3,000명, 이스라엘인 1,000명, 외국인 64명이 사망한 것으로 추산된다.
많은 사람들은 2005년 샤름 엘 셰이크 정상회담이 봉기를 종식시켰다고 생각한다. 마흐무드 압바스 팔레스타인 대통령과 아리엘 샤론 이스라엘 총리는 양측 간의 적대 관계를 완화하기 위한 결정적인 조치를 취하기로 합의했다. 모든 팔레스타인 무장 세력이 모든 것을 막을 것이다. 모든 곳의 모든 이스라엘인에 대한 폭력 행위, 그리고 이스라엘도 마찬가지로 모든 곳의 모든 팔레스타인인에 대한 모든 군사 활동을 중단할 것이다. 그들은 또한 2003년 중동사중주가 제안한 "평화를 위한 로드맵"에 대한 의지를 재확인했다. 또한 샤론은 당시 이스라엘이 억류하고 있던 팔레스타인 정치범 7,500명 중 900명을 석방하기로 합의했다. 군대는 봉기 동안 팔레스타인 무장세력과 싸우면서 다시 점령했던 서안 지구 지역에서 철수할 것이다.

## 같이 보기
- 제1차 인티파다
- 이스라엘의 가자 지구 철수
- 이스라엘 요르단강 서안 지구 분리 장벽
- 1990년 성전산 폭동
- 팔레스타인 영토